# Кирилюк, Андрей Анатольевич
Андрей Анатольевич Кирилюк (22 октября 1968, Севастополь) — российский яхтсмен, многократный чемпион России в классе Торнадо, участник Летних Олимпийских игр 1996, 2000 и 2004 годов. Заслуженный мастер спорта России. Лауреат премии «Яхтсмен года 2013».

## Спортивная биография
| Чемпионат мира в классе Лазер Радиал — мужчины | Чемпионат мира в классе Лазер Радиал — мужчины | Чемпионат мира в классе Лазер Радиал — мужчины | Чемпионат мира в классе Лазер Радиал — мужчины |
| Год                                            | Арена                                          | Медаль                                         | Класс                                          |
| ---------------------------------------------- | ---------------------------------------------- | ---------------------------------------------- | ---------------------------------------------- |
| 1996                                           | Саймонстаун ( ЮАР)                             | 2                                              | Лазер Радиал                                   |

| Чемпионат Европы | Чемпионат Европы       | Чемпионат Европы | Чемпионат Европы |
| Год              | Арена                  | Медаль           | Класс            |
| ---------------- | ---------------------- | ---------------- | ---------------- |
| 2000             | La Rochelle ( Франция) | 2                | Солинг           |

| Чемпионат Европы | Чемпионат Европы             | Чемпионат Европы | Чемпионат Европы             |
| Год              | Арена                        | Медаль           | Класс                        |
| ---------------- | ---------------------------- | ---------------- | ---------------------------- |
| 2003             | Cagliari ( Италия)           | 3                | Торнадо (класс гоночных яхт) |
| 2007             | Palma de Mallorca ( Испания) | 2                | Торнадо (класс гоночных яхт) |

С 2022 года тренирует экипаж катамарана Накра 17 — Елизавета Жеребцова, Михаил Ушков.

## Семья
- Дочь — Алиса Кирилюк, яхтсменка[1]
- Сын — Павел, яхтсмен
- Сын — Максим